# Malvern, Toronto
Malvern är ett område i nordöstra Scarborough i Toronto. Över 60 olika kulturer finns representerade i Malvern och den mest dominerande etniska gruppen består av svarta personer av kanadensisk eller sydasiatisk härkomst. Medelåldern i Malvern är väldigt låg och här bor fler unga än någon annanstans i Kanada. Området har varit känt för hög kriminalitet och många brott, men på senare år[när?] har situationen förbättras märkbart.